# TF-28
La carretera general del Sur o   TF-28  es una alternativa a la   TF-1  para los viajeros que deseen ir hacia el sur de la isla de Tenerife o hacia alguna de las poblaciones intermedias. Constituye un segundo cinturón costero a la isla por la costa este pero más hacia el interior de la misma, pasando por las principales poblaciones existentes (Güímar, Fasnia, Arico, Granadilla de Abona, etc.).
Esta carretera tiene su origen en la Plaza de África (Taco) y se extiende de forma paralela a la costa hasta la localidad de Las Américas.
Antes del traspaso de las competencias en carreteras al Cabildo de Tenerife, la vía correspondía a un antiguo tramo de la carretera comarcal  C-822 . 
Por esta carretera discurren muchos peregrinos que desde el área metropolitana de Tenerife se dirigen al municipio de Candelaria la noche del 14 al 15 de agosto durante la festividad de la Virgen, y asimismo es la ruta que realiza la propia imagen de la Virgen de Candelaria cuando visita cada siete años alternativamente las ciudades de Santa Cruz de Tenerife y San Cristóbal de La Laguna.

## Municipios
Santa Cruz de Tenerife
San Cristóbal de La Laguna
El Rosario
Candelaria
Arafo
Güímar
Fasnia
Arico
Granadilla de Abona
San Miguel de Abona
Arona

## Galería

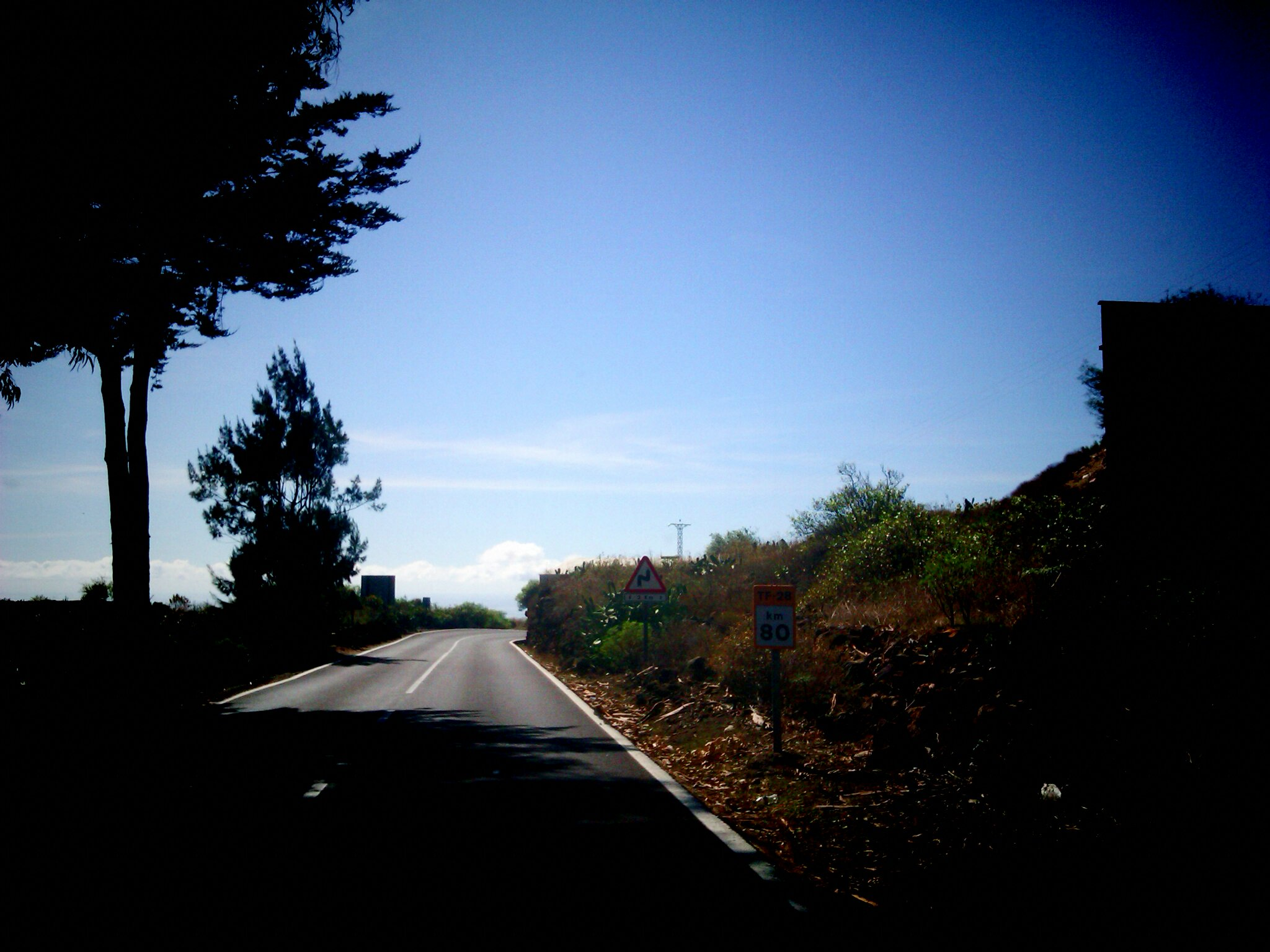
La carretera en su kilómetro 80.